# Stade de Gerland – Le LOU (métro de Lyon)
Pour les articles homonymes, voir Gerland (homonymie).
Stade de Gerland – Le LOU est une station de la ligne B du métro de Lyon, située avenue Jean-Jaurès au niveau du carrefour avec l'avenue Tony-Garnier, dans le quartier de Gerland dans le 7e arrondissement de Lyon, préfecture de la région Auvergne-Rhône-Alpes.
Elle est mise en service en 2000, lors de l'ouverture à l'exploitation du prolongement de la ligne B depuis Jean Macé jusqu'à celle-ci.

## Situation ferroviaire
La station Stade de Gerland – Le LOU est située sur la ligne B du métro de Lyon, entre les stations Gare d'Oullins et Debourg.

## Histoire

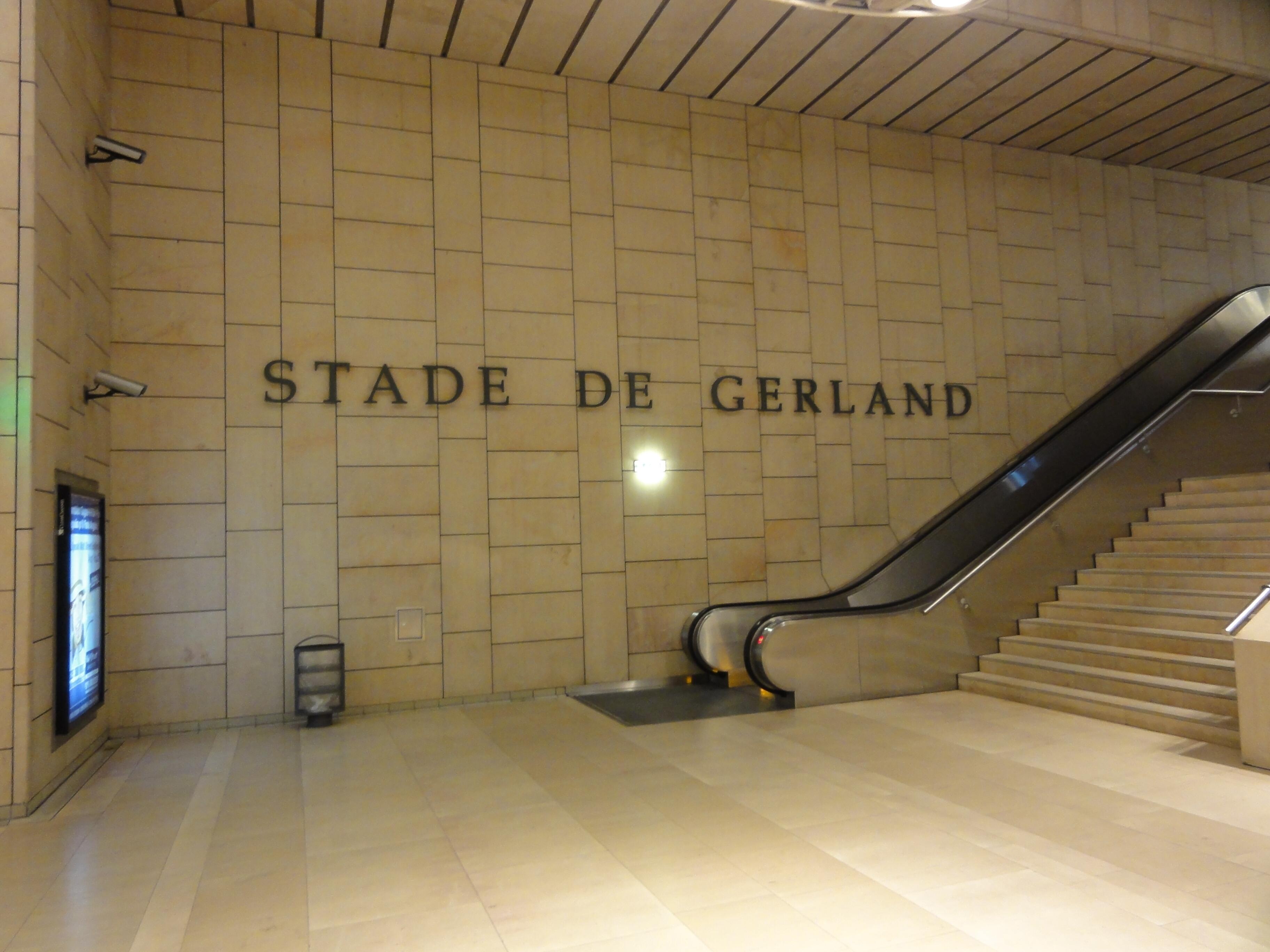
La station de métro Stade de Gerland.

La station « Stade de Gerland » est mise en service le 4 septembre 2000, lors de l'ouverture officielle de l'exploitation du prolongement la ligne B du métro de Lyon de la station de Jean Macé au Stade de Gerland. Elle en est restée le terminus jusqu'à l'ouverture du prolongement à Gare d'Oullins le 11 décembre 2013.
Conçue pour recevoir et réguler une affluence importante en raison de sa proximité avec le stade, elle est construite comme la plupart du prolongement de la ligne, dans un chantier à ciel ouvert sous l'avenue Jean-Jaurès. Elle est édifiée suivant le plan général type de cette deuxième ligne, deux voies encadrées par deux quais latéraux mais dispose d'une décoration qui lui est propre comme chacune des stations ouvertes en 2000. La présence de la mezzanine s'explique par l'existence d'un important collecteur d'assainissement et est conçue pour recevoir une éventuelle ligne de métro perpendiculaire à la ligne existante.
La station a été réalisée par les architectes Denis Eyraud et Jacques Traynard qui l'ont habillé de dalles de pierre de couleur claire afin de la rendre très lumineuse.
La station est équipée dès l'origine d'ascenseurs pour les personnes à mobilité réduite et de portillon d'accès depuis le 2 novembre 2005. Il n'y a pas de personnel, des automates permettent l'achat et d'autres le compostage des billets.
Depuis le 31 août 2020, la station et l'arrêt de bus de la ligne 60 sont renommés Stade de Gerland - Le LOU, en référence au club du LOU rugby qui occupe le stade.

## Service des voyageurs

### Accueil
La station compte quatre accès, donnant tous sur la mezzanine, deux au nord du carrefour des avenues Jean-Jaurès, de part et d'autre de l'avenue, et Tony-Garnier dont le principal et le plus important donne sur le square Docteur-Galtier en face du Ninkasi Kao et possède une cour en bas de l'escalier. Le second accès nord est d'aspect classique. Enfin la station possède deux accès sud de part et d'autre de l'avenue Jean-Jaurès au sud du carrefour à hauteur de l'ancienne boutique OL Store. Elle dispose dans la mezzanine de distributeur automatique de titres de transport et de valideurs couplés avec les portillons d'accès.

### Desserte
Stade de Gerland – Le LOU est desservie par toutes les circulations de la ligne.

### Intermodalité
Un arrêt d'autobus du réseau Transports en commun lyonnais (TCL), de la ligne 60, est situé de part et d'autre de la station dans l'axe de l'avenue Tony-Garnier.
Outre les rues et places avoisinantes, elle permet de rejoindre à pied différents sites, notamment : le stade de Gerland, la halle Tony Garnier, salle de spectacles et d'expositions, le palais des sports de Lyon, le parc Henry-Chabert, la cité scolaire internationale et l'Institut de science financière et d'assurances.
Elle se connectera en 2026 avec la ligne 10 du tramway de Lyon qui sera situé en face du bus 60.

## Œuvre d'art
La station compte une œuvre d'art fixée sur un des murs du principal accès de la station, depuis le square Docteur-Galtier, au niveau de la cour en bas de l'escalier.
Il s'agit de l'œuvre baptisée « Le Roc-aux-Sorciers », réalisée par Jean-Luc Moulène, qui est une photographie géante des gravures de l'abri sous roche éponyme situé sur la commune d'Angles-sur-l’Anglin (Vienne).